# Жамбек
Жамбек (венг. Zsámbék, нем. Schambeck или Schambek) – город в медье Пешт в микрорегионе Пилишвёрёшвар.

## Положение, климат, формирование края
Жамбек расположен в 30 км к западу от Будапешта, у подножия хребта горы Някаш, на северо-западном краю Жамбекского бассейна.  Географически город принадлежит k одному из отрогов региона Герече. Окружающие посёлки: Тёк, Пербаль, Пать, Херцегхалом, Мань, Бичке и Сомор. 
Климат почти такой же, как в будайской части столицы, однако летом здесь не так жарко, а зимой холоднее, чем в Будапеште. Среднее количество осадков 550 мм. в год, поэтому город одна из самых сухих, и одновременно климатически самых приятных территорий страны. 
В срендневековье истории земли эту территорию покрывал океан Тетис. В мелкой воде жили многочисленные животные, чьи известковые скелеты можно найти везде в окрестности Жамбека. В следующие периоды истории земли море много раз отступало, а потом снова заливало бассейн. Почва состоит из известняка и покрывающего его лёсса.

## Транспортная система
На 26-м километре автострады M1 находится съезд на Жамбек. До города можно добраться и по магистрали номер 1. Через город проходит боковая дорога, которая соединяет магистраль номер 1 с магистралью номер 10, точнее дорога между Бичке и Пилишясфалу. Поэтому до города можно добраться также от Пилиша. С магистрали номер 10 можно съехать в Пилишчабе и Пилишясфалу. Дорога из Пилишясфалу проходит через Тиннье, Пербаль, Тёк и дальше ведет в Мань и Бичке. Два шоссе соединяют Жамбек с Будакеси: Будакеси – Телки – Будаенё – Пербаль – Тёк – Жамбек и Будакеси – Пать – Жамбек. Шоссе соединяет его с Дьермеем через Сомор.
Прямые автобусные линии соединяют город со столицей: 778 с площади Этеле, и 784, 785, 786, 787, 789. 795 с площади Сена. Жамбек - единственный город в Венгрии, который не имеет железнодорожной станции. 

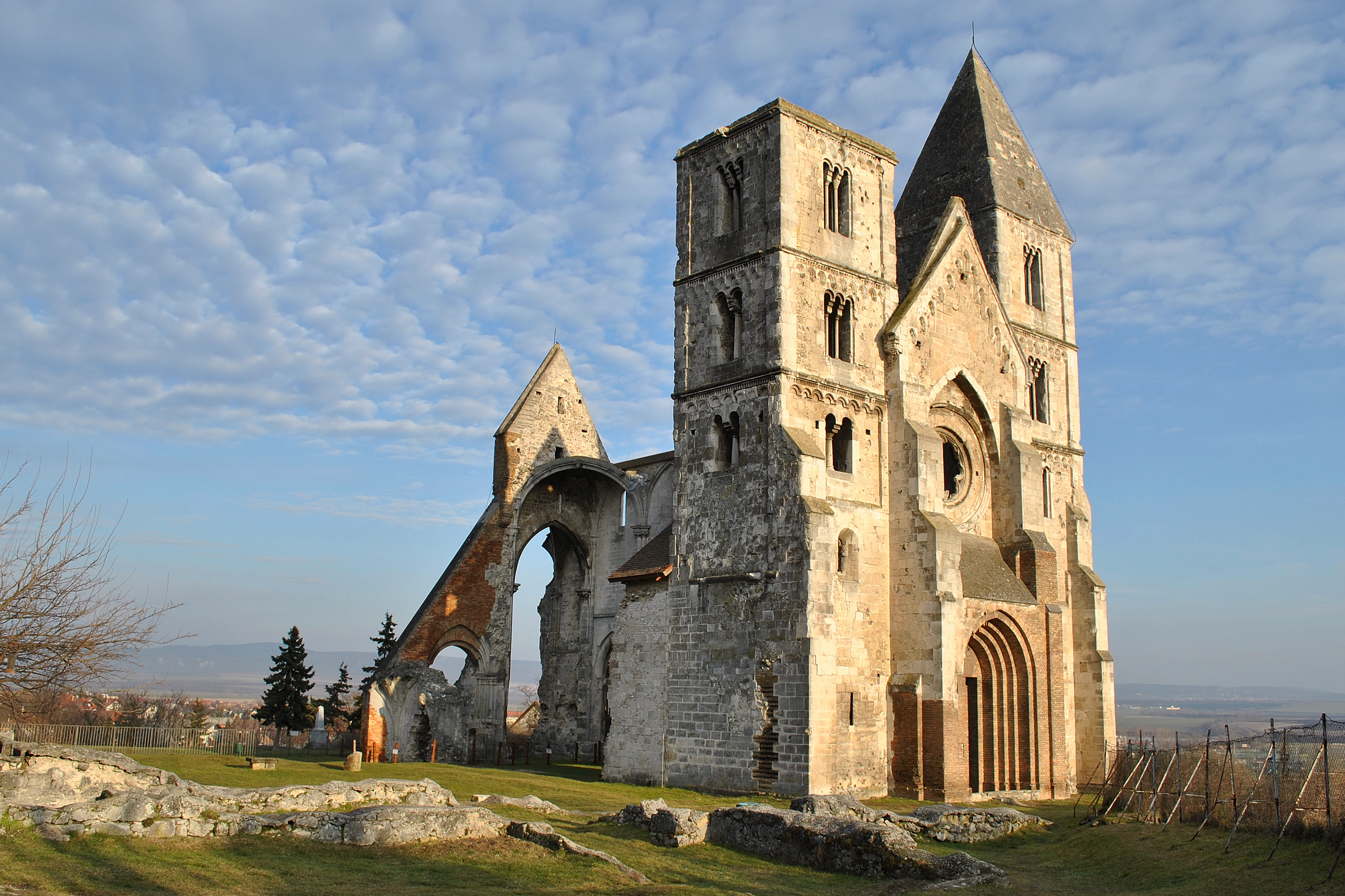
Руины церкви в Жамбеке (построена около 1220 г.)

## Происхождение названия
Считается, что название Жамбек происходит от слова жомбек (венг. zsombék), которое обозначает кочку: окрестность города богата источниками воды и водянистая.
По другим источникам при венгерском короле Беле III здесь поселили семью Жамбеки (венг. Zsámbéki). 

## История
Люди здесь жили уже в период палеолита. В окрестности были обнаружены многочисленные кельтские, римские и аварские находки, например, остатки кельтской почтовой кареты, которые попали в Национальный музей (это доказывает, что поселок уже тогда находился вдоль дорог), или бронзовый тромбон из II века, который относится к самым древним музыкальным памятникам в стране.
Период расцвета Жамбека пришёлся на столетия после обретения родины, потому что поселок находился вдоль торговой дороги между Секешфехерваром и Эстергомом.
В 1050-х годах здесь стояла каменная церковь. Венгерский король Бела III подарил Жамбек с окрестностью рыцарю Айнарду, приехавшему в страну в свите жены короля, сестры французского короля, Маргариты Французской, в 1186 году. Эта семья около 1220 года построила на месте бывшей церкви трехнефную базилику в позднем романском/раннем готическом стиле, которая, даже будучи разрушенной, является одним из выдающихся памятников венгерской архитектуры.
Рядом с остатками базилики, также в руинном состоянии, находится монастырь ордена премонстрантов.
Рыцарь сначала построил усадьбу, а потом после татарского нашествия получил разрешение построить крепость. Тогда была построена на месте сегодняшнего замка каменная крепость. Первые жители поселка принадлежали к прислуге усадьбы и монастыря, но скоро поселились и ремесленники и купцы вдоль важной торговой дороги.
Церковь и деревня были уничтожены монгольскими татарами, но были восстановлены венгерским королём Белой IV.
В конце XIV века деревней овладела семья Мароти, отняв её у семьи Айнардов.
В 1467 году король Матяш присвоил деревне ранг рыночного городка. Перед самой своей смертью он подарил крепость своему сыну, Яношу Корвину, который владел ей до 1504 года.
В 1541 году турки заняли Жамбек и владели им 145 лет. Для защиты важной торговой дороги построили здесь крепость. При их власти, во время боев церковь и монастырь были повреждены — по записям в последнем жили даже в XVII веке. Из этой эпохи происходит и турецкий колодец. В этот период деревня много страдала, потеряла прежнюю значительную роль, и опустела.
В 1686 году Янош Боттян (впоследствии Слепой Боттян), уничтожил большой турецкий кавалерийский отряд, который следовал из Фехервара в Буду.
В 1689 году семья Зичи купила посёлок, а потом на месте крепости, уничтоженной в течение боев против турок, ими был построен замок в стиле раннего барокко в 1710-х годах.
На месте населения, бежавшего или погибшего во время турецкого ига, после изгнания турок из Венгрии, в Жамбеке появились немецкие (швабские) поселенцы (прежде всего из региона Кислега). Благодаря им поселок начал быстро развиваться, и скоро он снова стал рыночным городком. Швабское население привезло с собой развитую культуру виноделия и обрабатывало склоны окружающих холмов. В то время началась эксплуатация лесов окрестности, лесоматериал которых продавали в будайской крепости в качестве дров. Население поселка, под влиянием реформации перешло на «новую веру», чему положила конец семья Зичи, заставляя их вернуться к католической церкви. Тогда многие переселились в Кёлешд, где и сегодня находится «Жамбекская улица» (Zsámbéki utca).
Церковь Жамбека снова восстановили, но в течение большого землетрясения в Комароме в 1763 году она опять была повреждена, после чего её уже больше не восстанавливали. Поселенцы унесли её строительные камни, их сегодня можно найти во встроенном виде в заборах, подвалах, стенах домов. С тех пор её забросили, только с конца XIX века, когда охрана памятников старины была учреждена, снова начали ухаживать за руинами церкви, а также подземными остатками монастыря, который был тем временем снесён.
В память об эпидемии чумы и холеры в 1737—39 годах, когда умерло 827 жителей деревни, напротив замка была поставлена статуя во исполнение обета.
Во время второй мировой войны на территории Жамбека находился фронт, часть охватывающего Будапешт движения проходила здесь.
В 1946 году 95 % швабского населения выселили в Германию. На их место приехали поселенцы из Альфёльда.
С 1 июля 2009 года Жамбек является городом.

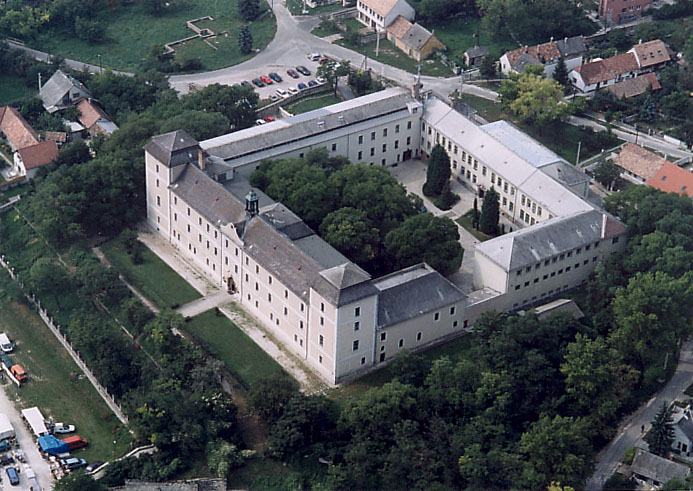
Замок

## Население
| Год  | Численность | Численность |
| ---- | ----------- | ----------- |
| 2013 | 5199        | [ 4 ]       |
| 2014 | 5191        | [ 5 ]       |
| 2018 | 5569        | [ 6 ]       |
| 2021 | 5675        | [ 7 ]       |
| 2022 | 5688        | [ 8 ]       |
| 2023 | 5786        | [ 9 ]       |
| 2024 | 5836        | [ 1 ]       |

## Достопримечательности

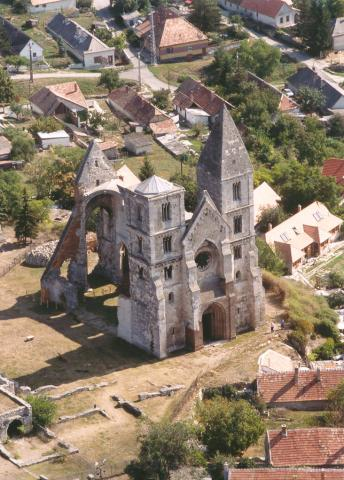
Руины монастыря Премонстрантов в Жамбеке

- Руины монастыря ордена премонстрантов.

Остатки трехнефной базилики и монастыря. Они были построены в середине XIII века (1220—34) в позднем романском/раннем готическом стиле. В 1763 году они были разрушены большим землетрясением в Комароме. Теперь и внутренняя часть руин доступна для посетителей. В зале с бочарным сводом бывшего монастыря находится лапидарий. Памятник архитектуры.
- Замок в Жамбеке или Замок семьи Зичи.

Рыцарь Айнард, приехавший в страну в свите жены венгерского короля Белы III (1148—1196), сестры французского короля, Маргариты Французской, получил Жамбек от короля и построил там каменную крепость. Она стала основой замка семьи Зичи, построенного в 1700-х годах. После изгнания турок, в 1689 году граф Иштван Зичи купил у короля Леопольда I крепость и имение за 30 000 форинтов. Потом их унаследовал сын Иштвана, Петер. В 1716 году капелла замка была освящена в честь Франциска Ксаверия. Многократно перестроенный замок перешел от семьи Зичи во владение короны, а в 1904 году его купил швейцарский орден Милосердных сестер Святого Креста (Sororum Caritatis a Sancta Cruce). Они перестроили одноэтажное здание в квадратный корпус. В 1924 году замок был расширен надстройкой второго этажа. С 1905 году там функционировали общеобразовательная и средняя школы, с 1925 года экономическая школа для женщин, а с 1929 года — педагогический институт. В 1949 — 50 годах здесь работала Сельскохозяйственная академия, которая позже переселилась в Гёдёллё.
В 1977 году здесь был основан Педагогический институт в качестве филиала Института в Эстергоме. Вследствие пожара, произошедшего в 2003 году, институт переместили в Вац. Памятник архитектуры.
- Турецкий колодец

По прежним предположениям турецкий колодец хранит память о турках, которые в 1541—1689 годах использовали крепость Жамбека в качестве пограничной. На основе новейших археологических исследований (сканирование пространства, исследование почвы радаром, зондирующий метод) было установлено, что колодец скорее является памятником архитектуры эпохи нового времени. Население деревни доставляло отсюда питьевую воду до конца 1960-х годов, когда была построена микро-ГЭС. Вода источника питает озёра сада монастыря, а потом, покидая посёлок, впадает в ручей Бекаш. С 1953 года колодец является памятником архитектуры.
- Сад монастыря

Он попал во владение Милосердных сестёр в 1908 году. Этот парк, обладающий озером, деревьями и извилистыми дорожками, окружённый стеной, являлся молитвенной территорией и местом для моциона послушниц. Место является памятником архитектуры с марта 2009 года.
- Церковь в стиле барокко

В 1752 году при финансовой поддержке Миклоша Зичи за три года была построена однонефная католическая церковь. Её внутреннее оборудование было закончено Кароем Бебо (строительный инспектор семьи Зичи, скульптор) в 1754 году. Над воротами виден двойной герб семей Зичи и Берени. Над воротами в полуциркульной нише находится статуя святого Венделина. В саду церкви статуя, изображающая святого Яна Непомуцкого, работа Йожефа Гала, приходского священника Жамбека, встречает посетителей. С 1958 года - памятник архитектуры. Механизм часов, колокол и орган церкви были отреставрированы в недалеком прошлом с помощью мастеров из Веттенберга. Каждое лето в рамках «Вечера у премонстрантов» по выходным в церкви проводят органные концерты.
- Памятник жертвам чумы (Иммакулата)

В 1739 году Миклош Зичи поставил этот памятник в стиле барокко в память о победе над чумой, поразившей Жамбек. Половина населения Жамбека, 828 человек, стала жертвой этой смертельной болезни. Этот памятник является одним из первых памятников победы над чумой в Венгрии. Этот недостаточно ценимый памятник села, имеющий несчастную участь, нуждается в охране и реставрации.
- Музей ламп

В этой частной коллекции Ференца Боруша, открытой для публики в 1979 году, находится около 1200 осветительных приборов с 1750-х годов, начиная со светильников и заканчивая с керосиновыми лампами всемирно известных фарфоровых заводов. В 1995 году этот музей попал в книгу рекордов Гиннесса.
- Школа с солнечными часами

В двухэтажном здании, построенном в 1791 году, до 1983 года работала школа. Здесь учился и Йожеф Гунгл, дирижёр и композитор венгерского происхождения. Это здание является особенным памятником архитектуры этого периода, в 1983 году оно было оценено Инспекцией памятников архитектуры определяющим вид города.
- Деревенский музей

Этот дом был построен самым известным животноводом-скотоводом окрестности, Келлером Мелхиором, около 1740 года. Фасад дома украшает рельеф, изображающий святого Венделина, патрона пастухов. Интересующихся ждет выставка истории местности, в рамках которой можно посмотреть коллекцию крашеной, немецкой крестьянской мебели. Это один из самых старых и самых ценных деревенских музеев, даже этнографический музей под открытым небом в Сентендре хотел приобрести его. Памятник архитектуры.
- Улица Мадьяр 1 (Magyar utca 1.)

Здание в стиле классицизма, жилой дом из первой половины XIX века. Каменная стена примыкает к турецкому колодцу. Дом является памятником архитектуры с 1958 года.
- Район подвалов Йожефвароши[10]

В живописном окружении воспроизводится атмосфера бывшего мира подвалов в густонаселённой части поселка. Этот изолированный, богатый природой район, когда-то состоящий из 70 подвалов, станет памятным парком немцев, которые веками развивали Жамбек. В настоящее время происходит восстановление района и реконструкция подвалов. С 2006 года является памятником архитектуры.
- Мероприятия «Субботы в Жамбеке» (Летний Театр)
- Музей рода войск венгерской противовоздушной обороны, размещенной на земле, памятник архитектуры.
- С конца ноября 2007 года бесплатный беспроводной интернет WiFi доступен во всем посёлке.
- Водяная мельница

Возле дороги, ведущей в Херцегхалом, находится один из немногочисленных промышленных памятников Жамбека, руины водяной мельницы, построенной в XVIII веке.

## Города-побратимы
- Заверце, Польша[11]